# Heroine (álbum de Thornhill)
Heroine es el segundo álbum de estudio de la banda australiana de metal alternativo Thornhill. Fue lanzado el 3 de junio de 2022 a través de UNFD Records. Este fue el último álbum con el guitarrista de la banda Matt van Duppen quien dejo la banda en septiembre de 2023. Se ha descrito a Heroine como una banda más centrada en el nu metal, alejándose de los sonidos de djent y metalcore de su álbum anterior The Dark Pool (2019).
La banda ha lanzado cuatro sencillos antes de su lanzamiento de su álbum: «Casanova», «Arkangel», «Hollywood» y «Raw».

## Lista de canciones
| N.º | Título                                                 | Duración |  |
| 1.  | «The Hellfire Club»                                    | 5:06     |  |
| 2.  | «Leather Wings»                                        | 3:21     |  |
| 3.  | «Blue Velvet»                                          | 4:50     |  |
| 4.  | «Arkangel»                                             | 4:10     |  |
| 5.  | «Valentine»                                            | 3:13     |  |
| 6.  | «Casanova»                                             | 3:58     |  |
| 7.  | «Something Terrible Came with the Rain» (instrumental) | 2:30     |  |
| 8.  | «Hollywood»                                            | 5:09     |  |
| 9.  | «Raw»                                                  | 3:42     |  |
| 10. | «Varsity Hearts»                                       | 4:59     |  |
| 11. | «Heroine»                                              | 4:58     |  |

## Personal
Thornhill
- Jacob Charlton – voz principal
- Ethan McCann – guitarra principal
- Matt van Duppen – guitarras
- Nick Sjogren – bajo
- Ben Maida – batería